# Dele Sosimi
Bamidele Olatunbosun Sosimi, conhecido como Dele Sosimi, é um músico Nigeriano radicado na Grã-Bretanha, nascido no dia 22 de Fevereiro de 1963 em Londres.

## Biografia
A sua carreira começou quando se juntou a  Fela Kuti dos famosos Egypt 80 (1979-1986). Depois criou a banda Positive Force com Femi Kuti, com a qual tocou desde 1986 a 1994. Em ambas as bandas foi teclista, e também director musical tomando as rédeas da re-orquestração e arranjos musicais assim como o recrutamento e treino de novos músicos.
Baseada no Afrobeat, a música de Dele é uma mistura de complexos grooves funk, música tradicional nigeriana (incluindo highlife), percussão africana, passando pelos solos de trompeta jazz, assim como cantorias ritmícas.
O seu trabalho como teclista pode ser ouvido nos diversos álbuns de Fela , e também nos de Femi. Dele também tocou várias vezes com Tony Allen.
Depois do seu primeiro trabalho a solo Turbulent Times, foi convidado para a selecção musical da compilação de 3 CD Essential Afrobeat (Universal, 2004). Foi o produtor e co-autor de Calabash Volume 1: Afrobeat Poems por Ikwunga, o Afrobeat Poet (2004). É um membro fulcral do Wahala Project. Também participou no álbum do rapper Britânico T, intitulado Closer e o seu Turbulent Times foi destacado no The Afrobeat Sudan Aid Project (2006). O seu álbum Identity já foi descrito pela revista Songlines como “Escaldante conjunto de músicas do líder do Afrobeat em Londres”.
A suas performances incluem o Montreux Jazz Festival, Joe Zawinul's Birdland (Viena) o Treibhaus (Innsbruck ), Paradiso (Amsterdam), Bimhuis (Amesterdão), Oerol Festival (Terschelling, Holanda), the Ollin Kan Festival (México), Canada Afrobeat Summit (Calgary, Canada), Sensommer Int Musikkfestival (Oslo, Noruega), Festival Músicas Do Mar e Festival Músicas do Mundo (Portugal), Festival Art des Ville - Arts des Champs (França) e the London African Music Festival, Hot Club in Lyon e ainda o Cave à Musique in Mâcon (França).
Baseado em Londres, Dele Sosimi é o instrutor e orientador do Afrobeat (através da sua Dele Sosimi Afrobeat Foundation, e como Visiting Lecturer no Music and Media, London Metropolitan University). 
As performances de Dele consistem em três formatos, cada um deles mais aliciante que o outro – uma Orquestra Afrobeat de 15 elementos (com 5 elementos de percussão e bailarinas), uma de 6-9 elementos (o formato mais frequentemente usado) ou um trio/quarteto (com baixo, bateria e percussão).
Sosimi é acompanhado por um grupo fantástico de músicos. Dá-nos o seu virtuoso Afrobeat através de uma série de talentosos músicos: Femi Elias (baixo), Kunle Olofinjana (bateria),Phil Dawson (guitarra ritmica), Maurizio Ravalico (Instrumento de percussão), Justin Thurgur (trombone), Tom Allan (trompete) & Eric Rohner (Saxofone Tenor).